# Pala Dei
La Pala Dei è un dipinto a olio su tavola (250x299 cm) di Rosso Fiorentino, databile al 1522, e conservato nella Galleria Palatina di Firenze.

## Storia
Con la repentina partenza di Raffaello da Firenze nel 1508, la famiglia Dei, che gli aveva commissionato una pala d'altare per la sua cappella in Santo Spirito, si dovette accontentare dell'incompiuta Madonna del Baldacchino. Anni dopo si rivolsero a Rosso per una nuova pala, che venne completata nel 1522. In particolare il committente fu Ranieri, figlio di Carlo Dei. L'opera fu lodata da Vasari, soprattutto per la vivacità dei colori.
Verso la fine del Seicento se ne interessò il gran principe Ferdinando de' Medici che, offrendo una copia agli Agostiniani, se la fece portare a palazzo Pitti, dove è citata negli inventari a partire dall'inizio del nuovo secolo, con le misure originarie. Per esigenze di arredamento, la pala venne ingrandita su tutti e quattro i lati di circa 50 cm, come si vede bene ancora oggi, e dotata di una cornice dorata e intagliata in stile barocco. Il Richa la vide nel 1761.
All'opera è stato accostato un disegno nel Gabinetto dei Disegni e delle Stampe degli Uffizi (n. 479 F), in cui è possibile che sia rappresentata una prima idea per la pala.

## Descrizione e stile
Si tratta di una sacra conversazione, con al centro la Madonna, su un sedile rialzato, che tiene in braccio il Bambino, sullo sfondo di un'ombrosa abside. Attorno ad essa si accalcano ben dieci santi, che erano particolarmente stretti prima dell'ampliamento dei bordi, e che si dispongono a semicerchio ispirandosi proprio alla Madonna del Baldacchino di Raffaello. Sui due grandini alla base del trono si incontrano quindi san Pietro (veste gialla e azzurra, chiavi e libro in mano), san Bernardo di Chiaravalle (saio bianco), san Ranieri, sant'Agostino (vestito da vescovo), san Rocco (o san Giacomo maggiore) col bordone, san Sebastiano (seminudo, con le braccia legate dietro la schiena), san Giuseppe, san Maurizio e una santa seduta a terra al centro. Gli attributi di santa Caterina d'Alessandria (spada e ruota dentata rotta), vennero aggiunti solo nel Settecento, per cui non è dato sapere di chi si tratti esattamente. La scelta dei santi principali è dovuta soprattutto al nome dei componenti della famiglia.
Molti sono gli elementi di rottura con la tradizione: il superamento dello schema piramidale, i panneggi dal volume "astratto", cioè innaturale, il colore fatto di trasparenze e cangiantismi, le espressioni talvolta torve, le anatomie tormentate (soprattutto nello scultoreo Sebastiano), gli occhi "muti", cioè appannati che non trasmettono dialogo visivo. Tutto ciò ne fa un'importante testimonianza delle inquietudini e delle trasformazioni che in quegli anni portavano avanti i rappresentanti più all'avanguardia della "maniera", Rosso e, con esiti per certi versi simili, Pontormo.